# Laetisaria
Laetisaria is een geslacht van schimmels behorend tot de familie Corticiaceae. De typesoort is Laetisaria fuciformis.

## Soorten
Volgens Index Fungorum telt het geslacht tien soorten (peildatum maart 2023):
| Soortnaam                                     | Auteur(s)                                                    | Publicatiejaar |
| --------------------------------------------- | ------------------------------------------------------------ | -------------- |
| Laetisaria agaves                             | Burds. & Gilb.                                               | 1982           |
| Laetisaria buckii                             | (Diederich & Lawrey) Diederich, Lawrey & Ghobad-Nejhad       | 2018           |
| Laetisaria culmigena                          | (R.K. Webster & D.A. Reid) Diederich, Lawrey & Ghobad-Nejhad | 2018           |
| Laetisaria endoxylon                          | (Duhem & H. Michel) Ghobad-Nejhad                            | 2021           |
| Laetisaria fuciformis (Warrige graskorstzwam) | (Berk.) Burds.                                               | 1979           |
| Laetisaria lichenicola                        | Diederich, Lawrey & Van den Broeck                           | 2011           |
| Laetisaria lignigena                          | (Duhem & H. Michel) Ghobad-Nejhad                            | 2021           |
| Laetisaria marsonii                           | (Diederich & Lawrey) Diederich, Lawrey & Ghobad-Nejhad       | 2018           |
| Laetisaria nothofagicola                      | (Diederich & Lawrey) Diederich, Lawrey & Ghobad-Nejhad       | 2018           |
| Laetisaria roseipellis                        | (Stalpers & Loer.) Diederich, Lawrey & Ghobad-Nejhad         | 2018           |